# Neuleben

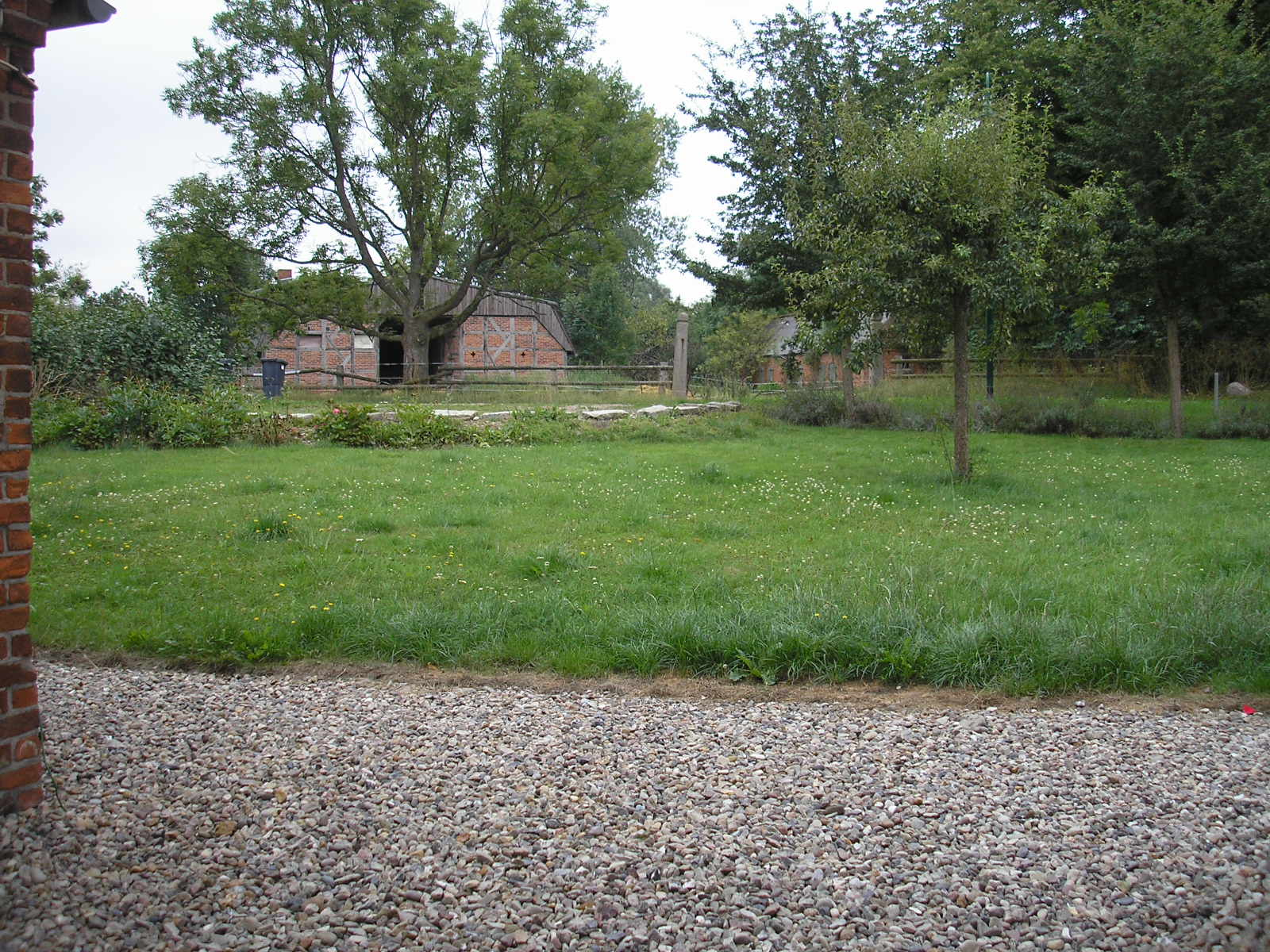
Die Hauptstraße in Groß Neuleben (Hauptverkehrsweg)

Neuleben war eine von 1956 bis 1991 bestehende Gemeinde im Kreis Grevesmühlen des Bezirkes Rostock in der DDR und ab der Deutschen Wiedervereinigung des Landes Mecklenburg-Vorpommern. Das ehemalige Gemeindegebiet gehört heute zur Gemeinde Lüdersdorf im Landkreis Nordwestmecklenburg.
Die Gemeinde entstand am 1. Januar 1956 durch die Zusammenlegung der Gemeinden Groß Mist und Klein Mist mit gleichzeitiger Umbenennung der Orte in Groß Neuleben und Klein Neuleben. Bereits am 1. Juli 1950 wurden die Gemeinden Klein Mist und Boitin-Resdorf zur Gemeinde Klein Mist zusammengefasst.
Am 1. Juli 1991 wurde die Gemeinde Neuleben nach Lüdersdorf eingemeindet. Klein Neuleben, Groß Neuleben und Boitin-Resdorf waren fortan Ortsteile der Gemeinde Lüdersdorf.
Die erstmals 1211 in Dokumenten erwähnten Orte Klein und Groß Neuleben wurden als Rundling angelegt. 
Ansässig sind einige mittelständische und Kleinunternehmen. Die Orte sind überwiegend durch die Landwirtschaft geprägt. 